# Si antes te hubiera conocido
«Si antes te hubiera conocido» es una canción de la cantante colombiana Karol G. Fue lanzada como sencillo el 21 de junio de 2024 a través de Bichota Records e Interscope, como primer sencillo de su quinto álbum de estudio, Tropicoqueta (2025).

## Antecedentes y lanzamiento
El 18 de junio de 2024, la cantante anunció a través de sus redes sociales que lanzaría una nueva canción, revelando su título, una muestra de la canción y la fecha de lanzamiento, prevista para el 21 de junio.

## Posicionamiento en listas y certificaciones
| Argentina      | Billboard Argentina Hot 100                                        | 1  | [ 4 ]  |
| Argentina      | CAPIF                                                              | 1  | [ 5 ]  |
| Bolivia        | Canciones Bolivia (Billboard)                                      | 1  | [ 6 ]  |
| Canadá         | Billboard Canadian Hot 100                                         | 82 | [ 7 ]  |
| Chile          | Canciones Chile (Billboard)                                        | 1  | [ 8 ]  |
| Colombia       | Canciones Colombia (Billboard)                                     | 1  | [ 9 ]  |
| Costa Rica     | FONOTICA                                                           | 1  | [ 10 ] |
| Ecuador        | Canciones Ecuador (Billboard)                                      | 1  | [ 11 ] |
| Estados Unidos | Billboard Hot 100                                                  | 32 | [ 12 ] |
| Estados Unidos | Hot Latin Songs                                                    | 1  | [ 13 ] |
| Estados Unidos | Latin Airplay                                                      | 1  | [ 14 ] |
| El Salvador    | ASAP EGC                                                           | 1  | [ 15 ] |
| México         | Top 25 Éxitos, México                                              | 2  | [ 16 ] |
| Panamá         | PRODUCE                                                            | 1  | [ 17 ] |
| Paraguay       | Sociedad de Gestión de Productores Fonográficos del Paraguay (PSG) | 1  | [ 18 ] |
| Perú           | Top 25 canciones (Billboard)                                       | 1  | [ 19 ] |
| Uruguay        | Radiomonitor                                                       | 1  | [ 20 ] |
| Venezuela      | Radiomonitor                                                       | 1  | [ 21 ] |
| Europa         |                                                                    |    |        |
| Bélgica        | Ultratop 50 (Flandes)                                              | 6  | [ 22 ] |
| Bélgica        | Ultratop 50 (Valonia)                                              | 2  | [ 23 ] |
| España         | Promusicae Top 100 Canciones                                       | 1  | [ 24 ] |
| España         | Promusicae Top 50 Radios                                           | 1  | [ 25 ] |
| Francia        | SNEP                                                               | 16 | [ 26 ] |
| Italia         | FIMI                                                               | 4  | [ 27 ] |
| Luxemburgo     | Billboard Luxembourg Songs                                         | 5  | [ 28 ] |
| Países Bajos   | Dutch Charts                                                       | 10 | [ 29 ] |
| Portugal       | Billboard Portugal Songs                                           | 1  | [ 30 ] |
| Suiza          | Schweizer Hitparade                                                | 7  | [ 31 ] |

## Premios y nominaciones
| Año  | Premio             | Categoría       | Resultado | Referencia |
| ---- | ------------------ | --------------- | --------- | ---------- |
| 2025 | Premios Lo Nuestro | Canción Del Año | Ganadora  | [ 32 ]     |

## Formatos

### Descarga digital
| N.º | Título                         | Duración |  |
| 1.  | «Si antes te hubiera conocido» | 3:15     |  |

### Streaming
| N.º | Título                         | Duración |  |
| 1.  | «Si antes te hubiera conocido» | 3:15     |  |